# Episodi di A casa dei Loud (quinta stagione)
La quinta stagione della serie animata A casa dei Loud, composta da 26 episodi, viene trasmessa negli Stati Uniti, da Nickelodeon, dall'11 settembre 2020 al 4 marzo 2022.
In Italia viene trasmessa dal 9 novembre 2020 su Nickelodeon.
| nº | Titolo originale         | Titolo italiano                 | Prima TV USA      | Prima TV Italia  |
| -- | ------------------------ | ------------------------------- | ----------------- | ---------------- |
| 1  | Schooled!                | La scuola nuova (prima parte)   | 11 settembre 2020 | 9 novembre 2020  |
| 2  | Schooled!                | La scuola nuova (seconda parte) | 11 settembre 2020 | 9 novembre 2020  |
| 3  | The Boss Maybe           | Leni al comando                 | 18 settembre 2020 | 10 novembre 2020 |
| 3  | Family Bonding           | I nuovi vicini                  | 18 settembre 2020 | 10 novembre 2020 |
| 4  | Strife of the Party      | Feste in conflitto              | 25 settembre 2020 | 11 novembre 2020 |
| 4  | Kernel of Truth          | Verità esplosiva                | 25 settembre 2020 | 11 novembre 2020 |
| 5  | Ghosted!                 | Il fantasma del golf!           | 9 ottobre 2020    | 12 novembre 2020 |
| 6  | Blinded by Science       | Accecata dalla scienza!         | 16 ottobre 2020   | 13 novembre 2020 |
| 6  | Band Together            | Una sola band                   | 16 ottobre 2020   | 13 novembre 2020 |
| 7  | Cow Pie Kid              | Torta di mucca                  | 22 gennaio 2021   | 22 marzo 2021    |
| 7  | Saved by the Spell       | Salvati dalla magia!            | 22 gennaio 2021   | 22 marzo 2021    |
| 8  | Season's Cheatings       | Imbrogli di Natale              | 5 dicembre 2020   | 24 dicembre 2020 |
| 8  | A Flipmas Carol          | Flip e lo spirito del Natale    | 5 dicembre 2020   | 24 dicembre 2020 |
| 9  | No Bus No Fuss           | Stress da scuolabus             | 29 gennaio 2021   | 23 marzo 2021    |
| 9  | Resident Upheaval        | Una camera per due              | 29 gennaio 2021   | 23 marzo 2021    |
| 10 | Silence of the Luans     | Il silenzio di Luan             | 26 marzo 2021     | 29 marzo 2021    |
| 10 | Undercover Mom           | Mamma sotto copertura           | 26 marzo 2021     | 29 marzo 2021    |
| 11 | School of Shock          | Lezione shock                   | 5 febbraio 2021   | 24 marzo 2021    |
| 11 | Electshunned             | Votate Leni!                    | 5 febbraio 2021   | 24 marzo 2021    |
| 12 | Zach Attack              | Invasione aliena                | 8 febbraio 2021   | 25 marzo 2021    |
| 12 | Flying Solo              | L'assolo                        | 8 febbraio 2021   | 25 marzo 2021    |
| 13 | Hurl, Interrupted        | Vomito? No, grazie              | 7 maggio 2021     | 21 giugno 2021   |
| 13 | Diamonds are for Never   | Un diamante non e' per sempre   | 7 maggio 2021     | 21 giugno 2021   |
| 14 | Rumor Has It             | Strane voci                     | 14 maggio 2021    | 22 giugno 2021   |
| 14 | Training Day             | L'addestramento                 | 14 maggio 2021    | 22 giugno 2021   |
| 15 | Director's Rut           | Regista Luan                    | 21 maggio 2021    | 23 giugno 2021   |
| 15 | Friday Night Fights      | Football matematico             | 21 maggio 2021    | 23 giugno 2021   |
| 16 | Grub Snub                | Il ritrovo                      | 28 maggio 2021    | 24 giugno 2021   |
| 16 | She's All Bat            | Lola dark                       | 28 maggio 2021    | 24 giugno 2021   |
| 17 | Much Ado About Noshing   | Il recensore misterioso         | 27 agosto 2021    | 25 giugno 2021   |
| 17 | Broadcast Blues          | La troupe venduta               | 27 agosto 2021    | 25 giugno 2021   |
| 18 | Camped!                  | Campeggio!                      | 31 maggio 2021    | 18 ottobre 2021  |
| 19 | Dad Reputation           | La band di papà                 | 16 luglio 2021    | 11 ottobre 2021  |
| 19 | Dream a Lily Dream       | Gli incubi di Lily              | 27 agosto 2021    | 11 ottobre 2021  |
| 20 | How the Best Was Won     | I migliori amici della scuola   | 11 dicembre 2021  | 12 ottobre 2021  |
| 20 | Animal House             | Una casa per gli animali        | 29 ottobre 2021   | 12 ottobre 2021  |
| 21 | Lori Days                | Lori è a casa!                  | 27 agosto 2021    | 13 ottobre 2021  |
| 21 | In the Mick of Time      | Il ballo con Mick               | 16 luglio 2021    | 13 ottobre 2021  |
| 22 | Fam Scam                 | Lola McBride                    | 5 novembre 2021   | 15 ottobre 2021  |
| 22 | Farm to Unstable         | Fattoria in bilico              | 5 novembre 2021   | 15 ottobre 2021  |
| 23 | Diss the Cook            | La cuoca rancorosa              | 12 novembre 2021  | 15 ottobre 2021  |
| 23 | For Sale by Loner        | Grouse vende                    | 12 novembre 2021  | 15 ottobre 2021  |
| 24 | Fright Bite              | Morso da paura                  | 15 ottobre 2021   | 4 aprile 2022    |
| 24 | The Loudly Bones         | Loud-o-sauro                    | 26 novembre 2021  | 4 aprile 2022    |
| 25 | Runaway McBride          | McBride fuori controllo         | 4 marzo 2022      | 5 aprile 2022    |
| 25 | High Crimes              | Sotto copertura                 | 4 marzo 2022      | 5 aprile 2022    |
| 26 | Appetite for Destruction | Fame di distruzione             | 16 gennaio 2022   | 6 aprile 2022    |
| 26 | Frame on You             | Incastrato!                     | 16 gennaio 2022   | 6 aprile 2022    |

## La scuola nuova (prima parte)
Lincoln e gli amici iniziano la scuola media, ma Lincoln viene separato e messo in un'altra classe.

## La scuola nuova (seconda parte)
Lincoln deve trasferirsi in una scuola in Canada, a pochi kilometri da Royal Woods, ma cerca un modo per ritornare a scuola con gli amici.

## Leni al comando
Ora che Lori non è più in casa toccherà a Leni prendersi cura dei suoi fratelli.

## I nuovi vicini
Lincoln crede che i nuovi vicini siano delle spie.

## Feste in conflitto
Lana vuole organizzare la festa di compleanno per lei e Lola.

## Verità esplosiva
Lincoln e la troupe di Action News della scuola risolvono il mistero dei pop corn.

## Il fantasma del golf
Lori vuole che Lincoln e Clyde la aiutino a scacciare un fantasma dell'universita di Fairway che la perseguita.

## Accecata dalla scienza!
Lisa vuole fare un'importante scoperta scientifica.

## Una sola band
Luna non sa se suonare nella band con gli amici o partire in un tour.

## Imbrogli di Natale
I Loud devono decidere, attraverso un'estrazione, chi farà i regali a chi in procinto del Natale.

## Flip e lo spirito del Natale
In questa parodia di A Christmas Carol, Flip approfitta all'ultimo minuto di Mr. Grouse, Cheryl e Meryl, i McBride e i Loud per il Natale mentre Lynn paga per riparare un danno che ha causato. Di notte Flip viene portato in sogno dai fantasmi del passato (Lisa), presente (Lincoln e Clyde) e futuro (Lucy) per diventare una persona migliore.